# Los Uèris
Los Uèris (en francès Les Orres) és un municipi francès situat al departament dels Alts Alps i a la regió de Provença – Alps – Costa Blava.

## Demografia
| 1831                                       | 1962 | 1968 | 1975 | 1982 | 1990 | 1999 | 2006 | 2015 |
| ------------------------------------------ | ---- | ---- | ---- | ---- | ---- | ---- | ---- | ---- |
| 1119                                       | 300  | 235  | 307  | 429  | 455  | 446  | 512  | 569  |
| Des de 1962: població sense dobles comptes |      |      |      |      |      |      |      |      |

## Administració
| Període   | Identitat       | Partit  |
| --------- | --------------- | ------- |
| 1965-1971 | Gaston Fortoul  |         |
| 1971-1989 | René Estampes   |         |
| 1989-1995 | Charles Muller  |         |
| 1995-2001 | Pierre Bres     |         |
| 2001-2006 | Charles Muller  |         |
| 2006-2014 | Paul Dijoud     | UMP     |
| 2014-     | Pierre Vollaire | UMP, LR |